# 波斯西鯡
波斯西鯡為輻鰭魚綱鲱形目鲱科的其中一種，分布於裏海海域，體長可達24公分，棲息在沿海海域，為洄游性魚類，屬肉食性。

## 擴展閱讀
維基物種上的相關：波斯西鯡